# Bild-Ton-Abstand
Der Bildtonabstand ist ein Begriff aus der Filmtechnik. Es handelt sich um den genormten Abstand vom Bildfenster zum Tonabnehmer bei Tonfilmen (COMOPT bzw. COMMAG). Die Tonabnahmestelle enthält die für das jeweilige Tonsystem (Lichtton- bzw. Magnettonverfahren) nötigen Komponenten.
Der Abstand ist technisch erforderlich, da die Bildprojektion einen intermittierenden Filmtransport erfordert, d. h. Stillstand während der Projektion, während die Tonspur kontinuierlich am Tonkopf vorbeigeführt werden muss. Zum Ausgleich spannt man Schleifen in den Film. Somit können Filmbild und zugehöriger Ton nicht nebeneinander sein. Daher werden die Toninformationen in der jeweiligen Abmischung erst nach dem fertigen Bildschnitt mit dem Bildfilm vereinigt: durch Bespielen der Magnettonrandspur oder Anfertigen eines Tonnegatives und Erstellen von Lichttonkopien.
Beim Normalfilm mit Lichttonspur beträgt der Bildtonabstand 20 Filmschritte oder 380 mm. Der Tonvorzug auf dem Vorführpositiv soll 21 Filmschritte ± ½ betragen (ISO 2939). Mit dem Unterschied von einem Filmschritt oder 1/24 Sekunde wird punktsynchroner Eindruck in etwa 14 Metern Abstand von Bildwand und Lautsprechern erzielt. Es geht um den Ausgleich von Schall- und Lichtgeschwindigkeit. Voraussetzung für dieses Synchronkonzept ist, dass die Filmvorführer den Film aufs Loch genau einspannen. Bei COMMAG-Normalfilm, hauptsächlich CinemaScope-Kopien, ist der Bild-Ton-Abstand 28 Filmschritte in die andere Richtung. Dafür ist keine internationale Norm in Kraft.
Beim Schmalfilm 16 beträgt der Abtastabstand für Lichtton 26 Filmschritte, für Magnetton 28.
Beim Normal-8-Film schreibt die Norm 56 ± 1 Filmschritte vor, bei Super-8 und Single-8 sind es 18 ± 1 Filmschritte für Magnetton, 22 ± 1 für Lichtton.